# 奧田敏雄
奧田 敏雄（おくだ としお、1974年 - ）は熊本県八代市出身のトランペット奏者。九州トランペット協会理事。

## 来歴
代陽小学校、八代第一中学校を卒業後、東京芸術大学音楽学部附属音楽高等学校、東京芸術大学音楽学部器楽科を卒業。
トランペットを本村孝二（九州交響楽団）、福田善亮（東京都交響楽団→札幌交響楽団）、杉木峯夫（東京芸術大学教授）に師事。大学卒業後は、ドイツ・カールスルーエへ留学しラインホルト・フリードリヒのもとで研鑽を積む。
東京芸術大学音楽学部管弦楽研究部非常勤講師を経て、現在はオーケストラを中心に演奏活動を行っている。2004年より百福合奏団を結成し、0歳から楽しめるコンサートを企画・開催している。特に出身地である八代市での音楽文化普及の為のコンサートに力を注いでいる。